# 마테이 비드라
마테이 비드라(체코어: Matěj Vydra, 1992년 5월 1일 ~ )는 체코의 축구 선수이다. 현재 빅토리아 플젠에서 활약하고 있다. 포지션은 공격수이다.